# Storbritannien i Eurovision Song Contest
Storbritannien deltog første gang i Eurovision Song Contest i 1957, som var den anden udgave af konkurrencen.
BBC havde ønsket at deltage i den første konkurrence i 1956, men havde indsendt deres bidrag til European Broadcasting Union , efter at fristen var overskredet.
Op til og med 1998 havde Storbritannien næsten altid været i top 10.
Siden da har landet haft mindre succes, og den berygtede 2003 "nul point" var første gang, at Storbritannien var kommet sidst i konkurrencen, hvilket siden er blevet gentaget i 2008 og 2010.

## Storbritannien og the 'Big 5'
Siden 1998 har fire bestemte lande automatisk kvalificeret til Eurovision finalen, uanset deres resultater i tidligere konkurrencer.
De fik denne særstatus ved at være de fire største økonomiske bidragydere til EBU.
Disse lande er Storbritannien, Tyskland, Frankrig, Italien og Spanien. På grund af deres urørlige status i konkurrencen, er disse lande kendt under navnet "The Big Five".
Da Italien vendte tilbage til konkurrencen i 2011, kvalificerede de sig også automatisk til finalerne, og blev en del af "The Big Five".

## Repræsentanter
Nøgle
     Vinder
     Anden plads
     Tredje plads
     Sidste plads
     Deltager valgt, men konkurrerede ikke
| År                 | Kunstner                    | Sang                                   | Sprog   | Oversættelse                          | Finale             | Point              | Semi                        | Point                       |
| ------------------ | --------------------------- | -------------------------------------- | ------- | ------------------------------------- | ------------------ | ------------------ | --------------------------- | --------------------------- |
| 1957               | Patricia Bredin             | "All"                                  | Engelsk | Alt                                   | 7                  | 6                  | Ingen semifinaler           | Ingen semifinaler           |
| Deltog ikke i 1958 |                             |                                        |         |                                       |                    |                    |                             |                             |
| 1959               | Pearl Carr & Teddy Johnson  | "Sing, Little Birdie"                  | Engelsk | Syng, lille fugl                      | 2                  | 16                 | Ingen semifinaler           | Ingen semifinaler           |
| 1960               | Bryan Johnson               | "Looking High, High, High"             | Engelsk | Ser højt, højt, højt                  | 2                  | 25                 | Ingen semifinaler           | Ingen semifinaler           |
| 1961               | The Allisons                | "Are You Sure"                         | Engelsk | Er du sikker                          | 2                  | 24                 | Ingen semifinaler           | Ingen semifinaler           |
| 1962               | Ronnie Carroll              | "Ring-a-Ding Girl"                     | Engelsk | Ring-a-ding-pige                      | 4                  | 10                 | Ingen semifinaler           | Ingen semifinaler           |
| 1963               | Ronnie Carroll              | "Say Wonderful Things"                 | Engelsk | Sig vidunderlige ting                 | 4                  | 28                 | Ingen semifinaler           | Ingen semifinaler           |
| 1964               | Matt Monro                  | "I Love the Little Things"             | Engelsk | Jeg elsker de små ting                | 2                  | 17                 | Ingen semifinaler           | Ingen semifinaler           |
| 1965               | Kathy Kirby                 | "I Belong"                             | Engelsk | Jeg tilhører                          | 2                  | 26                 | Ingen semifinaler           | Ingen semifinaler           |
| 1966               | Kenneth McKellar            | "A Man Without Love"                   | Engelsk | En mand uden kærlighed                | 9                  | 8                  | Ingen semifinaler           | Ingen semifinaler           |
| 1967               | Sandie Shaw                 | "Puppet on a String"                   | Engelsk | Marionetdukke på en snor              | 1                  | 47                 | Ingen semifinaler           | Ingen semifinaler           |
| 1968               | Cliff Richard               | "Congratulations"                      | Engelsk | Tillykke                              | 2                  | 28                 | Ingen semifinaler           | Ingen semifinaler           |
| 1969               | Lulu                        | "Boom Bang-a-Bang"                     | Engelsk | —                                     | 1                  | 18                 | Ingen semifinaler           | Ingen semifinaler           |
| 1970               | Mary Hopkin                 | "Knock Knock, Who's There?"            | Engelsk | Bank bank, hvem der?                  | 2                  | 26                 | Ingen semifinaler           | Ingen semifinaler           |
| 1971               | Clodagh Rodgers             | "Jack in the Box"                      | Engelsk | Jack i kassen                         | 4                  | 98                 | Ingen semifinaler           | Ingen semifinaler           |
| 1972               | The New Seekers             | "Beg, Steal or Borrow"                 | Engelsk | Tigger, stjæler eller låner           | 2                  | 114                | Ingen semifinaler           | Ingen semifinaler           |
| 1973               | Cliff Richard               | "Power to All Our Friends"             | Engelsk | Magt til alle vores venner            | 3                  | 123                | Ingen semifinaler           | Ingen semifinaler           |
| 1974               | Olivia Newton-John          | "Long Live Love"                       | Engelsk | Længe leve kærlighed                  | 4                  | 14                 | Ingen semifinaler           | Ingen semifinaler           |
| 1975               | The Shadows                 | "Let Me Be the One"                    | Engelsk | Lad mig være den                      | 2                  | 138                | Ingen semifinaler           | Ingen semifinaler           |
| 1976               | Brotherhood of Man          | "Save Your Kisses for Me"              | Engelsk | Gem dine kys til mig                  | 1                  | 164                | Ingen semifinaler           | Ingen semifinaler           |
| 1977               | Lynsey de Paul & Mike Moran | "Rock Bottom"                          | Engelsk | Helt på bund                          | 2                  | 121                | Ingen semifinaler           | Ingen semifinaler           |
| 1978               | Co-Co                       | "The Bad Old Days"                     | Engelsk | De slemme gamle dage                  | 11                 | 61                 | Ingen semifinaler           | Ingen semifinaler           |
| 1979               | Black Lace                  | "Mary Ann"                             | Engelsk | —                                     | 7                  | 73                 | Ingen semifinaler           | Ingen semifinaler           |
| 1980               | Prima Donna                 | "Love Enough for Two"                  | Engelsk | Kærlighed nok til to                  | 3                  | 106                | Ingen semifinaler           | Ingen semifinaler           |
| 1981               | Bucks Fizz                  | Making Your Mind Up"                   | Engelsk | Bestemme dig                          | 1                  | 136                | Ingen semifinaler           | Ingen semifinaler           |
| 1982               | Bardo                       | "One Step Further"                     | Engelsk | Et skridt længere                     | 7                  | 76                 | Ingen semifinaler           | Ingen semifinaler           |
| 1983               | Sweet Dreams                | "I'm Never Giving Up"                  | Engelsk | Jeg giver aldrig op                   | 6                  | 79                 | Ingen semifinaler           | Ingen semifinaler           |
| 1984               | Belle and the Devotions     | "Love Games"                           | Engelsk | Kærlighedsspil                        | 7                  | 63                 | Ingen semifinaler           | Ingen semifinaler           |
| 1985               | Vikki Watson                | "Love Is"                              | Engelsk | Kærlighed er                          | 4                  | 100                | Ingen semifinaler           | Ingen semifinaler           |
| 1986               | Ryder                       | "Runner in the Night"                  | Engelsk | Løber i natten                        | 7                  | 72                 | Ingen semifinaler           | Ingen semifinaler           |
| 1987               | Richard Peebles             | "Only the Light"                       | Engelsk | Kun lyset                             | 13                 | 47                 | Ingen semifinaler           | Ingen semifinaler           |
| 1988               | Scott Fitzgerald            | "Go"                                   | Engelsk | Af sted                               | 2                  | 136                | Ingen semifinaler           | Ingen semifinaler           |
| 1989               | Live Report                 | "Why Do I Always Get it Wrong?"        | Engelsk | Hvorfor gør jeg det altid forkert?    | 2                  | 130                | Ingen semifinaler           | Ingen semifinaler           |
| 1990               | Emma                        | "Give a Little Love Back to the World" | Engelsk | Giv lidt kærlighed tilbage til verden | 6                  | 87                 | Ingen semifinaler           | Ingen semifinaler           |
| 1991               | Samantha Janus              | "A Message to Your Heart"              | Engelsk | En besked til dit hjerte              | 10                 | 47                 | Ingen semifinaler           | Ingen semifinaler           |
| 1992               | Michael Ball                | "One Step Out of Time"                 | Engelsk | Et skridt ude af tiden                | 2                  | 139                | Ingen semifinaler           | Ingen semifinaler           |
| 1993               | Sonia Evans                 | "Better the Devil You Know"            | Engelsk | Bedre du kender djævelen              | 2                  | 164                | Kvalifikacija za Millstreet | Kvalifikacija za Millstreet |
| 1994               | Frances Ruffelle            | "Lonely Symphony (We Will Be Free)"    | Engelsk | Ene symfoni (Vi vil være frie)        | 10                 | 63                 | Ingen semifinaler           | Ingen semifinaler           |
| 1995               | Love City Groove            | "Love City Groove"                     | Engelsk | Kærlighedsby-groove                   | 10                 | 76                 | Ingen semifinaler           | Ingen semifinaler           |
| 1996               | Gina G                      | "Ooh Aah... Just a Little Bit"         | Engelsk | Åh, ah... Bare en lille smule         | 8                  | 77                 | 3                           | 153                         |
| 1997               | Katrina and the Waves       | "Love Shine a Light"                   | Engelsk | Kærligheden skinner et lys            | 1                  | 227                | Ingen semifinaler           | Ingen semifinaler           |
| 1998               | Imaani                      | "Where Are You?"                       | Engelsk | Hvor er du?                           | 2                  | 166                | Ingen semifinaler           | Ingen semifinaler           |
| 1999               | Precious                    | "Say It Again"                         | Engelsk | Sig det igen                          | 12                 | 38                 | Ingen semifinaler           | Ingen semifinaler           |
| 2000               | Nicki French                | "Don't Play That Song Again"           | Engelsk | Spil ikke den sang igen               | 16                 | 28                 | Ingen semifinaler           | Ingen semifinaler           |
| 2001               | Lindsay Dracass             | "No Dream Impossible"                  | Engelsk | Ingen drøm er umulig                  | 15                 | 28                 | Ingen semifinaler           | Ingen semifinaler           |
| 2002               | Jessica Garlick             | "Come Back"                            | Engelsk | Kom tilbage                           | 3                  | 111                | Ingen semifinaler           | Ingen semifinaler           |
| 2003               | Jemini                      | "Cry Baby"                             | Engelsk | Græd baby                             | 26                 | 0                  | Ingen semifinaler           | Ingen semifinaler           |
| 2004               | James Fox                   | "Hold On to Our Love"                  | Engelsk | Hold fast til vores kærlighed         | 16                 | 29                 | Medlem af Big 4             | Medlem af Big 4             |
| 2005               | Javine Hylton               | "Touch My Fire"                        | Engelsk | Rør min ild                           | 22                 | 18                 | Medlem af Big 4             | Medlem af Big 4             |
| 2006               | Daz Sampson                 | "Teenage Life"                         | Engelsk | Teenageliv                            | 19                 | 25                 | Medlem af Big 4             | Medlem af Big 4             |
| 2007               | Scooch                      | "Flying the Flag (for You)"            | Engelsk | Fører flaget (for dig)                | 23                 | 19                 | Medlem af Big 4             | Medlem af Big 4             |
| 2008               | Andy Abraham                | "Even If"                              | Engelsk | Selv hvis                             | 25                 | 14                 | Medlem af Big 4             | Medlem af Big 4             |
| 2009               | Jade Ewen                   | "It's My Time"                         | Engelsk | Det er min tur                        | 5                  | 173                | Medlem af Big 4             | Medlem af Big 4             |
| 2010               | Josh Dubovie                | "That Sounds Good to Me"               | Engelsk | Det lyder godt for mig                | 25                 | 10                 | Medlem af Big 4             | Medlem af Big 4             |
| 2011               | Blue                        | "I Can"                                | Engelsk | Jeg kan                               | 11                 | 100                | Medlem af Big 5             | Medlem af Big 5             |
| 2012               | Engelbert Humperdinck       | "Love Will Set You Free"               | Engelsk | Kærlighed vil sætte dig fri           | 25                 | 12                 | Medlem af Big 5             | Medlem af Big 5             |
| 2013               | Bonnie Tyler                | "Believe in Me"                        | Engelsk | Tro på mig                            | 19                 | 23                 | Medlem af Big 5             | Medlem af Big 5             |
| 2014               | Molly                       | "Children of the Universe"             | Engelsk | Børn af universet                     | 17                 | 40                 | Medlem af Big 5             | Medlem af Big 5             |
| 2015               | Electro Velvet              | "Still In Love With You"               | Engelsk | Stadig forelsket i dig                | 24                 | 5                  | Medlem af Big 5             | Medlem af Big 5             |
| 2016               | Joe and Jake                | "You're Not Alone"                     | Engelsk | Du er ikke alene                      | 24                 | 62                 | Medlem af Big 5             | Medlem af Big 5             |
| 2017               | Lucie Jones                 | "Never Give Up on You"                 | Engelsk | Svigter dig aldrig                    | 15                 | 111                | Medlem af Big 5             | Medlem af Big 5             |
| 2018               | SuRie                       | "Storm"                                | Engelsk | —                                     | 24                 | 48                 | Medlem af Big 5             | Medlem af Big 5             |
| 2019               | Michael Rice                | "Bigger Than Us"                       | Engelsk | Større end os                         | 26                 | 11                 | Medlem af Big 5             | Medlem af Big 5             |
| 2020               | James Newman                | "My Last Breath"                       | Engelsk | Mit sidste åndedrag                   | Konkurrence aflyst | Konkurrence aflyst | Medlem af Big 5             | Medlem af Big 5             |
| 2021               | James Newman                | "Embers"                               | Engelsk | Gløder                                | 26                 | 0                  | Medlem af Big 5             | Medlem af Big 5             |
| 2022               | Sam Ryder                   | "Space Man"                            | Engelsk | Rummand                               | 2                  | 466                | Medlem af Big 5             | Medlem af Big 5             |
| 2023               | Mae Muller                  | "I Wrote a Song"                       | Engelsk | Jeg skrev en sang                     | 25                 | 24                 | Medlem af Big 5             | Medlem af Big 5             |
| 2024               | Olly Alexander              | "Dizzy"                                | Engelsk | Svimmel                               | 18                 | 46                 | Medlem af Big 5             | Medlem af Big 5             |
| 2025               | Remember Monday             | "What the Hell Just Happened?"         | Engelsk | Hvad fanden skete der lige?           | 19                 | 88                 | Medlem af Big 5             | Medlem af Big 5             |

## Pointstatistik (1957-2025)

### Flest point til og fra - top 5
NB: Kun point givet i finalerne er talt med.
| Storbritannien har givet flest point til | Storbritannien har givet flest point til | Storbritannien har givet flest point til |
| Placering                                | Land                                     | Point                                    |
| ---------------------------------------- | ---------------------------------------- | ---------------------------------------- |
| 1                                        | Irland                                   | 270                                      |
| =                                        | Sverige                                  | 270                                      |
| 3                                        | Schweiz                                  | 194                                      |
| 4                                        | Tyskland                                 | 173                                      |
| 5                                        | Israel                                   | 172                                      |

| Storbritannien har modtaget flest point fra | Storbritannien har modtaget flest point fra | Storbritannien har modtaget flest point fra |
| Placering                                   | Land                                        | Point                                       |
| ------------------------------------------- | ------------------------------------------- | ------------------------------------------- |
| 1                                           | Irland                                      | 274                                         |
| 2                                           | Schweiz                                     | 225                                         |
| 3                                           | Østrig                                      | 216                                         |
| 4                                           | Frankrig                                    | 209                                         |
| 5                                           | Belgien                                     | 205                                         |

### 12 point til og fra
NB: Kun 12 point givet i finalerne er talt med.
| Storbritannien har modtaget 12 point fra | Storbritannien har modtaget 12 point fra                                                | Storbritannien har modtaget 12 point fra |
| År                                       | Jury                                                                                    | Televoting                               |
| ---------------------------------------- | --------------------------------------------------------------------------------------- | ---------------------------------------- |
| 1975                                     | Frankrig, Jugoslavien, Luxembourg, Monaco                                               | Ingen separat televoting                 |
| 1976                                     | Belgien, Grækenland, Israel, Norge, Portugal, Schweiz, Spanien                          | Ingen separat televoting                 |
| 1977                                     | Belgien, Frankrig, Luxembourg, Monaco, Portugal, Østrig                                 | Ingen separat televoting                 |
| 1980                                     | Sverige                                                                                 | Ingen separat televoting                 |
| 1981                                     | Holland, Israel                                                                         | Ingen separat televoting                 |
| 1982                                     | Luxembourg, Østrig                                                                      | Ingen separat televoting                 |
| 1983                                     | Sverige                                                                                 | Ingen separat televoting                 |
| 1988                                     | Belgien, Italien, Tyrkiet                                                               | Ingen separat televoting                 |
| 1989                                     | Frankrig, Luxembourg, Norge, Portugal, Tyskland                                         | Ingen separat televoting                 |
| 1990                                     | Belgien                                                                                 | Ingen separat televoting                 |
| 1992                                     | Belgien, Danmark, Tyskland, Østrig                                                      | Ingen separat televoting                 |
| 1993                                     | Belgien, Island, Israel, Østrig                                                         | Ingen separat televoting                 |
| 1995                                     | Frankrig, Østrig                                                                        | Ingen separat televoting                 |
| 1996                                     | Belgien, Portugal                                                                       | Ingen separat televoting                 |
| 1997                                     | Danmark, Frankrig, Holland, Irland, Kroatien, Rusland, Schweiz, Sverige, Ungarn, Østrig | Ingen separat televoting                 |
| 1998                                     | Israel, Kroatien, Rumænien, Tyrkiet                                                     | Ingen separat televoting                 |
| 2002                                     | Østrig                                                                                  | Ingen separat televoting                 |
| 2007                                     | Malta                                                                                   | Ingen separat televoting                 |
| 2009                                     | Grækenland                                                                              | Ingen separat televoting                 |
| 2011                                     | Bulgarien                                                                               | Ingen separat televoting                 |
| 2016                                     | Malta                                                                                   | Modtog ikke 12 point                     |
| 2017                                     | Australien                                                                              | Modtog ikke 12 point                     |
| 2022                                     | Aserbajdsjan, Belgien, Frankrig, Georgien, Tjekkiet, Tyskland Ukraine, Østrig           | Malta                                    |
| 2025                                     | Italien                                                                                 | Modtog ikke 12 point                     |

| Storbritannien har givet 12 point til | Storbritannien har givet 12 point til | Storbritannien har givet 12 point til |
| År                                    | Jury                                  | Televoting                            |
| ------------------------------------- | ------------------------------------- | ------------------------------------- |
| 1975                                  | Holland                               | Ingen separat televoting              |
| 1976                                  | Schweiz                               | Ingen separat televoting              |
| 1977                                  | Irland                                | Ingen separat televoting              |
| 1978                                  | Belgien                               | Ingen separat televoting              |
| 1979                                  | Israel                                | Ingen separat televoting              |
| 1980                                  | Irland                                | Ingen separat televoting              |
| 1981                                  | Schweiz                               | Ingen separat televoting              |
| 1982                                  | Schweiz                               | Ingen separat televoting              |
| 1983                                  | Jugoslavien                           | Ingen separat televoting              |
| 1984                                  | Danmark                               | Ingen separat televoting              |
| 1985                                  | Norge                                 | Ingen separat televoting              |
| 1986                                  | Tyskland                              | Ingen separat televoting              |
| 1987                                  | Irland                                | Ingen separat televoting              |
| 1988                                  | Norge                                 | Ingen separat televoting              |
| 1989                                  | Jugoslavien                           | Ingen separat televoting              |
| 1990                                  | Island                                | Ingen separat televoting              |
| 1991                                  | Sverige                               | Ingen separat televoting              |
| 1992                                  | Island                                | Ingen separat televoting              |
| 1993                                  | Irland                                | Ingen separat televoting              |
| 1994                                  | Polen                                 | Ingen separat televoting              |
| 1995                                  | Israel                                | Ingen separat televoting              |
| 1996                                  | Cypern                                | Ingen separat televoting              |
| 1997                                  | Irland                                | Ingen separat televoting              |
| 1998                                  | Malta                                 | Ingen separat televoting              |
| 1999                                  | Sverige                               | Ingen separat televoting              |
| 2000                                  | Danmark                               | Ingen separat televoting              |
| 2001                                  | Estland                               | Ingen separat televoting              |
| 2002                                  | Malta                                 | Ingen separat televoting              |
| 2003                                  | Irland                                | Ingen separat televoting              |
| 2004                                  | Grækenland                            | Ingen separat televoting              |
| 2005                                  | Grækenland                            | Ingen separat televoting              |
| 2006                                  | Finland                               | Ingen separat televoting              |
| 2007                                  | Tyrkiet                               | Ingen separat televoting              |
| 2008                                  | Grækenland                            | Ingen separat televoting              |
| 2009                                  | Tyrkiet                               | Ingen separat televoting              |
| 2010                                  | Grækenland                            | Ingen separat televoting              |
| 2011                                  | Irland                                | Ingen separat televoting              |
| 2012                                  | Sverige                               | Ingen separat televoting              |
| 2013                                  | Danmark                               | Ingen separat televoting              |
| 2014                                  | Østrig                                | Ingen separat televoting              |
| 2015                                  | Sverige                               | Ingen separat televoting              |
| 2016                                  | Georgien                              | Litauen                               |
| 2017                                  | Portugal                              | Bulgarien                             |
| 2018                                  | Østrig                                | Litauen                               |
| 2019                                  | Nordmakedonien                        | Norge                                 |
| 2021                                  | Frankrig                              | Litauen                               |
| 2022                                  | Sverige                               | Ukraine                               |
| 2023                                  | Sverige                               | Finland                               |
| 2024                                  | Portugal                              | Israel                                |
| 2025                                  | Letland                               | Israel                                |

### Flest point til og fra - alle lande
NB: Kun point givet i finalerne er talt med.
| Storbritannien har givet point til | Storbritannien har givet point til | Storbritannien har givet point til |
| Placering                          | Land                               | Point                              |
| ---------------------------------- | ---------------------------------- | ---------------------------------- |
| 1                                  | Irland                             | 270                                |
| =                                  | Sverige                            | 270                                |
| 3                                  | Schweiz                            | 194                                |
| 4                                  | Tyskland                           | 173                                |
| 5                                  | Israel                             | 172                                |
| 6                                  | Frankrig                           | 147                                |
| 7                                  | Danmark                            | 145                                |
| 8                                  | Norge                              | 141                                |
| 9                                  | Østrig                             | 134                                |
| 10                                 | Belgien                            | 133                                |
| 11                                 | Grækenland                         | 128                                |
| 12                                 | Litauen                            | 125                                |
| 13                                 | Malta                              | 117                                |
| 14                                 | Holland                            | 114                                |
| 15                                 | Finland                            | 109                                |
| 16                                 | Spanien                            | 105                                |
| 17                                 | Island                             | 100                                |
| 18                                 | Luxembourg                         | 95                                 |
| 19                                 | Tyrkiet                            | 94                                 |
| 20                                 | Cypern                             | 90                                 |
| 21                                 | Italien                            | 82                                 |
| 22                                 | Estland                            | 81                                 |
| 23                                 | Portugal                           | 78                                 |
| 24                                 | Polen                              | 76                                 |
| 25                                 | Australien                         | 71                                 |
| =                                  | Ukraine                            | 71                                 |
| 27                                 | Jugoslavien                        | 69                                 |
| =                                  | Letland                            | 69                                 |
| 29                                 | Bulgarien                          | 64                                 |
| 30                                 | Monaco                             | 55                                 |
| 31                                 | Rusland                            | 50                                 |
| 32                                 | Kroatien                           | 36                                 |
| 33                                 | Moldova                            | 35                                 |
| 34                                 | Rumænien                           | 28                                 |
| 35                                 | Aserbajdsjan                       | 22                                 |
| 36                                 | Slovenien                          | 17                                 |
| 37                                 | Albanien                           | 14                                 |
| 38                                 | Ungarn                             | 13                                 |
| 39                                 | Georgien                           | 12                                 |
| =                                  | Nordmakedonien                     | 12                                 |
| 41                                 | Tjekkiet                           | 6                                  |
| 42                                 | Serbien                            | 5                                  |
| 43                                 | Bosnien-Hercegovina                | 4                                  |
| 44                                 | Armenien                           | 3                                  |
| =                                  | San Marino                         | 3                                  |
| =                                  | Serbien og Montenegro              | 3                                  |
| 47                                 | Hviderusland                       | 1                                  |
| 48                                 | Andorra                            | 0                                  |
| =                                  | Marokko                            | 0                                  |
| =                                  | Montenegro                         | 0                                  |
| =                                  | Slovakiet                          | 0                                  |

| Storbritannien har modtaget point fra | Storbritannien har modtaget point fra | Storbritannien har modtaget point fra |
| Placering                             | Land                                  | Point                                 |
| ------------------------------------- | ------------------------------------- | ------------------------------------- |
| 1                                     | Irland                                | 274                                   |
| 2                                     | Schweiz                               | 225                                   |
| 3                                     | Østrig                                | 216                                   |
| 4                                     | Frankrig                              | 209                                   |
| 5                                     | Belgien                               | 205                                   |
| =                                     | Tyskland                              | 205                                   |
| 7                                     | Portugal                              | 198                                   |
| 8                                     | Sverige                               | 194                                   |
| 9                                     | Norge                                 | 182                                   |
| 10                                    | Luxembourg                            | 180                                   |
| 11                                    | Israel                                | 175                                   |
| 12                                    | Spanien                               | 174                                   |
| 13                                    | Danmark                               | 170                                   |
| 14                                    | Malta                                 | 168                                   |
| 15                                    | Holland                               | 167                                   |
| 16                                    | Finland                               | 166                                   |
| 17                                    | Italien                               | 154                                   |
| 18                                    | Tyrkiet                               | 126                                   |
| 19                                    | Jugoslavien                           | 95                                    |
| 20                                    | Cypern                                | 94                                    |
| 21                                    | Grækenland                            | 91                                    |
| 22                                    | Monaco                                | 83                                    |
| 23                                    | Island                                | 71                                    |
| 24                                    | Estland                               | 67                                    |
| 25                                    | Kroatien                              | 66                                    |
| 26                                    | Polen                                 | 51                                    |
| 27                                    | Slovenien                             | 50                                    |
| 28                                    | San Marino                            | 47                                    |
| =                                     | Ukraine                               | 47                                    |
| 30                                    | Albanien                              | 45                                    |
| 31                                    | Letland                               | 44                                    |
| 32                                    | Australien                            | 40                                    |
| 33                                    | Tjekkiet                              | 39                                    |
| 34                                    | Rusland                               | 38                                    |
| =                                     | Ungarn                                | 38                                    |
| 36                                    | Litauen                               | 36                                    |
| =                                     | Nordmakedonien                        | 36                                    |
| 38                                    | Bosnien-Hercegovina                   | 33                                    |
| 39                                    | Bulgarien                             | 32                                    |
| 40                                    | Rumænien                              | 31                                    |
| 41                                    | Aserbajdsjan                          | 27                                    |
| 42                                    | Georgien                              | 23                                    |
| 43                                    | Moldova                               | 18                                    |
| 44                                    | Slovakiet                             | 17                                    |
| 45                                    | Armenien                              | 16                                    |
| 46                                    | Serbien                               | 15                                    |
| 47                                    | Marokko                               | 8                                     |
| 48                                    | Montenegro                            | 7                                     |
| 49                                    | Andorra                               | 6                                     |
| =                                     | Hviderusland                          | 6                                     |
| 51                                    | Serbien og Montenegro                 | 0                                     |

## Vært
| År   | By         | Scene                       | Værter                                                                 |
| ---- | ---------- | --------------------------- | ---------------------------------------------------------------------- |
| 1960 | London     | Royal Festival Hall         | Catherine Boyle                                                        |
| 1963 | London     | BBC Television Centre       | Catherine Boyle                                                        |
| 1968 | London     | Royal Albert Hall           | Katie Boyle                                                            |
| 1972 | Edinburgh  | Usher Hall                  | Moira Shearer                                                          |
| 1974 | Brighton   | The Dome                    | Katie Boyle                                                            |
| 1977 | London     | Wembley Conference Centre   | Angela Rippon                                                          |
| 1982 | Harrogate  | Harrogate Conference Centre | Jan Leeming                                                            |
| 1998 | Birmingham | Utilita Arena Birmingham    | Terry Wogan & Ulrika Jonsson                                           |
| 2023 | Liverpool  | Liverpool Arena             | Alesha Dixon, Hannah Waddingham, Julia Sanina & Graham Norton (Finale) |

## Kommentarer og jurytalsmænd
| År   | Kommentator (finale)                            | Kommentator (semifinale)               | Jurytalsmand        |
| ---- | ----------------------------------------------- | -------------------------------------- | ------------------- |
| 1956 | Wilfrid Thomas                                  | Ingen semifinaler                      | Deltog ikke         |
| 1957 | Berkeley Smith                                  | Ingen semifinaler                      | David Jacobs        |
| 1958 | Peter Haigh                                     | Ingen semifinaler                      | Deltog ikke         |
| 1959 | Tom Sloan                                       | Ingen semifinaler                      | Pete Murray         |
| 1960 | David Jacobs                                    | Ingen semifinaler                      | Nick Burrell-Davis  |
| 1961 | Tom Sloan                                       | Ingen semifinaler                      | Michael Aspel       |
| 1962 | David Jacobs                                    | Ingen semifinaler                      | Alex Macintosh      |
| 1963 | David Jacobs                                    | Ingen semifinaler                      | TBC                 |
| 1964 | David Jacobs                                    | Ingen semifinaler                      | TBC                 |
| 1965 | David Jacobs                                    | Ingen semifinaler                      | TBC                 |
| 1966 | David Jacobs                                    | Ingen semifinaler                      | Michael Aspel       |
| 1967 | Rolf Harris                                     | Ingen semifinaler                      | Michael Aspel       |
| 1968 | N/A                                             | Ingen semifinaler                      | Michael Aspel       |
| 1969 | David Gell & Michael Aspel                      | Ingen semifinaler                      | Colin-Ward Lewis    |
| 1970 | David Gell                                      | Ingen semifinaler                      | Colin-Ward Lewis    |
| 1971 | Dave Lee Travis                                 | Ingen semifinaler                      | N/A                 |
| 1972 | Tom Fleming                                     | Ingen semifinaler                      | N/A                 |
| 1973 | Terry Wogan                                     | Ingen semifinaler                      | N/A                 |
| 1974 | David Vine                                      | Ingen semifinaler                      | Colin-Ward Lewis    |
| 1975 | Pete Murray                                     | Ingen semifinaler                      | Ray Moore           |
| 1976 | Michael Aspel                                   | Ingen semifinaler                      | Ray Moore           |
| 1977 | Pete Murray                                     | Ingen semifinaler                      | Colin Berry         |
| 1978 | Terry Wogan                                     | Ingen semifinaler                      | Colin Berry         |
| 1979 | John Dunn                                       | Ingen semifinaler                      | Colin Berry         |
| 1980 | Terry Wogan                                     | Ingen semifinaler                      | Ray Moore           |
| 1981 | Terry Wogan                                     | Ingen semifinaler                      | Colin Berry         |
| 1982 | Terry Wogan                                     | Ingen semifinaler                      | Colin Berry         |
| 1983 | Terry Wogan                                     | Ingen semifinaler                      | Colin Berry         |
| 1984 | Terry Wogan                                     | Ingen semifinaler                      | Colin Berry         |
| 1985 | Terry Wogan                                     | Ingen semifinaler                      | Colin Berry         |
| 1986 | Terry Wogan                                     | Ingen semifinaler                      | Colin Berry         |
| 1987 | Terry Wogan                                     | Ingen semifinaler                      | Colin Berry         |
| 1988 | Terry Wogan                                     | Ingen semifinaler                      | Colin Berry         |
| 1989 | Terry Wogan                                     | Ingen semifinaler                      | Colin Berry         |
| 1990 | Terry Wogan                                     | Ingen semifinaler                      | Colin Berry         |
| 1991 | Terry Wogan                                     | Ingen semifinaler                      | Colin Berry         |
| 1992 | Terry Wogan                                     | Ingen semifinaler                      | Colin Berry         |
| 1993 | Terry Wogan                                     | Ingen semifinaler                      | Colin Berry         |
| 1994 | Terry Wogan                                     | Ingen semifinaler                      | Colin Berry         |
| 1995 | Terry Wogan                                     | Ingen semifinaler                      | Colin Berry         |
| 1996 | Terry Wogan                                     | Ingen semifinaler                      | Colin Berry         |
| 1997 | Terry Wogan                                     | Ingen semifinaler                      | Colin Berry         |
| 1998 | Terry Wogan                                     | Ingen semifinaler                      | Ken Bruce           |
| 1999 | Terry Wogan                                     | Ingen semifinaler                      | Colin Berry         |
| 2000 | Terry Wogan                                     | Ingen semifinaler                      | Colin Berry         |
| 2001 | Terry Wogan                                     | Ingen semifinaler                      | Colin Berry         |
| 2002 | Terry Wogan (BBC One) Jenny Eclair (BBC Choice) | Ingen semifinaler                      | Colin Berry         |
| 2003 | Terry Wogan                                     | Ingen semifinaler                      | Lorraine Kelly      |
| 2004 | Terry Wogan                                     | Paddy O'Connell                        | Lorraine Kelly      |
| 2005 | Terry Wogan                                     | Paddy O'Connell                        | Cheryl Baker        |
| 2006 | Terry Wogan                                     | Paddy O'Connell                        | Fearne Cotton       |
| 2007 | Terry Wogan                                     | Paddy O'Connell & Sarah Cawood         | Fearne Cotton       |
| 2008 | Terry Wogan                                     | Paddy O'Connell & Caroline Flack       | Carrie Grant        |
| 2009 | Graham Norton                                   | Paddy O'Connell & Sarah Cawood         | Duncan James        |
| 2010 | Graham Norton                                   | Paddy O'Connell & Sarah Cawood         | Scott Mills         |
| 2011 | Graham Norton                                   | Scott Mills & Sara Cox                 | Alex Jones          |
| 2012 | Graham Norton                                   | Scott Mills & Sara Cox                 | Scott Mills         |
| 2013 | Graham Norton                                   | Scott Mills & Ana Matronic             | Scott Mills         |
| 2014 | Graham Norton                                   | Scott Mills & Laura Whitmore           | Scott Mills         |
| 2015 | Graham Norton                                   | Scott Mills & Mel Giedroyc             | Nigella Lawson      |
| 2016 | Graham Norton                                   | Scott Mills & Mel Giedroyc             | Richard Osman       |
| 2017 | Graham Norton                                   | Scott Mills & Mel Giedroyc             | Katrina Leskanich   |
| 2018 | Graham Norton                                   | Scott Mills & Rylan Clark              | Mel Giedroyc        |
| 2019 | Graham Norton                                   | Scott Mills & Rylan Clark              | Rylan Clark         |
| 2020 | Graham Norton                                   | Scott Mills & Ryan Clark-Neal          | Ikke offentliggjort |
| 2021 | Graham Norton                                   | Scott Mills, Sara Cox & Chelcee Grimes | Amanda Holden       |
| 2022 | Graham Norton                                   | Scott Mills & Rylan Clark              | AJ Odudu            |
| 2023 | Graham Norton & Mel Giedroyc                    | Scott Mills & Rylan Clark              | Catherine Tate      |
| 2024 | Graham Norton                                   | Scott Mills & Rylan Clark              | Joanna Lumley       |
| 2025 | Graham Norton                                   | Scott Mills & Rylan Clark              | Sophie Ellis-Bextor |

## Galleri
- Mae Muller i Liverpool (2023)